# 相沢美羽
相沢 美羽（あいざわ みう、1986年12月13日 - ）は、日本のタレント、歌手、映画監督、写真家。
新潟県長岡市出身。愛称は「みーちゅ」。2011年6月をもって株式会社ドリームゲートを退所。2011年10月〜2013年1月末までカナダに留学。帰国後は都内を中心に活動していた。

## 人物
- 血液型はA型。
- 新潟県立長岡向陵高等学校、東放学園映画専門学校卒業。
- 身長148cm。
- 双子の姉がいる。双子の姉は元舞台役者の相沢真生。
- 映画監督になるために上京、専門学校を卒業後タレントに転向し、双子の姉とコンビ「なじょも」を結成する。
- 監督、脚本、役者、映像編集を一人でできることから「監督アイドル」と自ら名乗っていたが、自身の大好きな映画である『エイリアン』に登場するフェイスハガーのマスクをかぶり、TVで芸を披露したことがきっかけで、現在は「エイリアンアイドル」と呼ばれている。
- 「新人発掘オーディション/ドリームプロジェクトゴングショー2013」にエイリアンアイドルネタで参加。2013年6月22日開催の第5回大会は惜しくも第5位に終わるが、2度目の参加となった11月23日開催の第10回大会では見事に優勝し、2014年1月開催のファイナルゴングショーへ駒を進めた。
- 2014年3月〜5月、NTT東日本のWi-Fi端末サービス「フレッツ光WiFi」とバラエティ番組「方言彼女。」とのコラボレーションにより開設されたウェブサイト「方言だらけのオウチWi-Fi講座」(現在は閉鎖済み)にて新潟県の方言彼女(講師)として登場。同サイト内における人気投票的企画「講師番付」において、全47都道府県の見事1位に輝く。
- お米を模したかぶりものをまとって(本人曰く体の一部)、新潟のゆるキャラ(自称)として活動していた時期もあった。
- 幼少期に厳しく指導を受けたので、長岡甚句は音を聞くと条件反射で踊ってしまう。
- 結婚、出産を機に引退。

## 出演

### CD
- 「ペーパードライバー」（2015年3月9日発売）

### LIVE
- キルビルズ1stワンマンライブ「1stロングドライブ〜果たして事故らずに最後までドライブできるのか？？？〜」（2014年3月22日）動員数117人

### 映画
- 妹の彼女〜第2章〜(2008年8月2日〜8月8日、下北沢トリウッド) - エリカ 役

### モデル
- 新潟生まれキャラクター「もち-うさぎ」専属モデル 2009〜
- 自遊空間イメージモデル 2015年3月〜

### テレビ番組
- いつみても波瀾万丈(2007年2月、日本テレビ)
- 行列のできる法律相談所(2007年3月、日本テレビ)
- エンタ!371公認レポーター(2008年4月〜2009年3月、エンタ!371)
- ウエルカムTV(2010年3月、テレビ東京)
- 全力坂(2010年11月、テレビ朝日)
- 方言彼女。（2010年10月 - 、東名阪ネット6ほか） - レギュラーMC
- 方言彼女。2（2011年4月-、東名阪ネット6ほか）
- Creator's Eye〜アクティブ女子のダラダラTV(2013年7月、LaLa TV)
- 行列のできる法律相談所(2013年7月、日本テレビ) - 再現VTR

### インターネット放送
- 女だらけの24時間ナマ放送!!(2013年8月10日〜11日、北参道放送局) - ゲスト出演(第5部〜第7部)

### スマートフォン向け放送
- ナツアキサンデーサプリ(2013年5月12日、WALLOP) - ゲスト出演
- いっぺこと！潟っ子TV！(2013年5月24日〜12月27日、WALLOP) - レギュラー出演

### MC
- アイ☆スタ(2008年12月〜、エンタ!371)
- 女の子だらけの27時間テレビ(2008年9月27日〜9月28日、エンタ!371)
- バニラエア公認 旅トモレポーター(2014年12月〜)

### テレビCM
- JR貨物（2007年8月）

### ミュージック・ビデオ
- 『僕にしか見えない君』(陽香 & The Super Traffic Jams)

### 舞台
- ミュージカル赤毛のアン(2007年9月、東京国際フォーラム) - ミニー 役
- FLYING PIRATES ネバーランド漂流記-featuringGUY'S-(2010年4月、銀座みゆき館)
- 少女人形舞台〜月光の不安(2010年8月、銀座みゆき館)
- 終わらない修学旅行(2010年10月、池袋シアターグリーンBOXinBOX)
- アリスインクロノパラドックス(2011年5月、池袋シアターグリーンBOXinBOX)

### ラジオ
- 村山ひとしのキャラリンっぱ!(2008年6月、FM葛飾) - ゲスト出演
- 美月のTOKYO GIRLSトーク(2008年9月、ラジオ日本) - ゲスト出演
- 細川茂樹SBSで行こう！(2011年2月、静岡放送) - ゲスト出演

### 書籍等
- 月刊デ☆ビュー(2008年3月号)
- 千葉ウォーカー(2009年3月号)
- TV LIFE(2010年12月号)

### 携帯サイト
- クラリオンクラブグランプリ(2007年12月)

### インターネット
- 東京ビューティー(2008年特集ページ)
- ダ・ヴィンチニュース 読みたガール365 (2014/01/24)

## 個展
- 2007.12「双子色」[大崎イズモギャラリー]
- 2008.12「『僕』展〜みんなのおかげでこんなに大きくなりました」[大崎イズモギャラリー]
- 2009.12「うてんけっこう。」[中野Gカフェ]

## グループ展
- 2006.4「Photo展Ph＋∞」[大崎イズモギャラリー]